# 59-я пехотная дивизия (вермахт)
59-я пехотная дивизия (нем. 59. Infanterie-Division) — тактическое соединение сухопутных войск вооружённых сил нацистской Германии периода Второй мировой войны. Дивизия была уничтожена в Рурском котле в апреле 1945 года.

## История
59-я пехотная дивизия была сформирована 26 июня 1944 года во 2-м военном округе в районе Гросс-Борна во время 27-й волны мобилизации Вермахта. После начала операции «Оверлорд», спешно сформированная 59-я пехотная дивизия под командованием генерал-лейтенанта Вальтера Поппе вошла в состав 15-й армии. В дивизии был серьезный дефицит оборудования и тренировок из-за быстрого формирования. Она была окружена в Фалезском котле. Чуть позже дивизия в составе 15-й армии отступила к Брабантштаду. В октябре дивизия входила в группу армий «Б» во время битвы за Шельду. В феврале 1945 года дивизия дислоцировалась на Рейне. Она была полностью уничтожена в Рурском котле в апреле 1945 года.

## Местонахождение
- с июля по декабрь 1944 (Франция и Нидерланды)
- с декабря 1944 по апрель 1945 (Западная Германия)

## Подчинение
- 89-й армейский корпус 15-й армии группы армий «Б» (1 февраля - 9 июня 1944)

## Командиры
- генерал-лейтенант Вальтер Поппе (26 июня 1944 - 28 февраля 1945)
- генерал-лейтенант Ганскурт Хёкер (28 февраля - 8 апреля 1945)

## Состав
- 1034-й гренадерский полк (Grenadier-Regiment 1034)
- 1035-й гренадерский полк (Grenadier-Regiment 1035)
- 1036-й гренадерский полк (Grenadier-Regiment 1036)
- 159-й артиллерийский полк (Artillerie-Regiment 159)
- 159-й сапёрный батальон (Pionier-Bataillon 159)
- 159-я противотанковая дивизион (Panzerjäger-Abteilung 159)
- 59-й фузилёрный батальон (Füsilier-Bataillon 59)
- 159-й батальон связи (Nachrichten-Abteilung 159)
- 159-й отряд материального обеспечения (Nachschubtruppen 159)
- 159-й полевой запасной батальон (Feldersatz-Bataillon 159)